# Nervio mediano
El nervio mediano es un nervio raquídeo mixto proveniente del plexo braquial. Nace de dos raíces, una del fascículo lateral, y otra del fascículo medial (C5, C6, C7, C8, T1) que forman una V entre las cuales discurre la arteria axilar. Desciende por el borde interno del brazo junto a la arteria axilar. Cuando llega al compartimento anterior del brazo se sitúa aplicado a la arteria braquial. En la muñeca se sitúa entre los tendones de los músculos palmar mayor y palmar menor, pasa por debajo del ligamento anular del carpo y se sitúa por debajo de la eminencia tenar.
El nervio mediano permite movilidad y sensibilidad fina con mucha rapidez y permite la oposición del pulgar.

## Trayecto

Plexo braquial. El nervio mediano con sus dos raíces está rotulado abajo y a la izquierda.

A nivel de la axila, el nervio mediano se relaciona con los músculos pectorales, en la raíz interna del brazo el mediano cruza la arteria humeral por delante de forma que se sitúa de forma anterior a la arteria, por eso el mediano también es conocido como nervio satélite de la arteria humeral.
Entra luego en la fosa bicipital interna y cruza la arteria cubital para colocarse por debajo del músculo flexor común superficial de los dedos de la mano. En el carpo se sitúa sobre el tendón superficial flexor del dedo índice y se ramifica en sus 6 terminales.

## Distribución
El nervio mediano produce un ramo colateral para la arteria braquial y un ramo para la articulación del codo, llamado ramo articular. Todas las demás colaterales nacen a nivel del codo y el antebrazo.

### Raíces articulares
Para:
- Músculo flexor radial del carpo o palmar mayor
- Músculo pronador redondo o pronador teres
- Músculo palmar largo o palmar menor
- Músculo flexor común superficial de los dedos de la mano
- Músculo flexor común profundo de los dedos de la mano (mitad lateral)
- Músculo pronador cuadrado
- Músculo cutáneo palmar → inervación de la región tenar y palmar media

### Ramos terminales
Nacen todas a nivel del ligamento anular del carpo, se distribuyen por la parte externa y en la cara anterior de los dedos:
- 1.er ramo: inerva todos los músculos de la eminencia tenar excepto el aductor del pulgar, es decir a:
  - Músculo abductor corto del pulgar
  - Músculo oponente del pulgar
  - Músculo flexor corto del pulgar

- 2.º ramo: ramo colateral palmar externo del dedo pulgar
- 3.º ramo: ramo colateral palmar interno del dedo pulgar
- 4.º ramo: ramo colateral palmar externo del dedo índice
- 5.º ramo: ramo colateral palmar interno del dedo índice
  - ramo colateral palmar para la segunda falange
- 6.º ramo: inerva la mitad del 3.º dedo

## Función

### Ramos motores[2]

#### Ramos musculares (directos del nervio mediano)
- Músculo pronador redondo
- Músculo flexor radial largo del carpo
- Músculo palmar largo
- Músculo flexor superficial de los dedos

#### Ramos musculares (del nervio interóseo anterobraquial anterior)
- Músculo pronador cuadrado
- Músculo flexor largo del pulgar
- Músculo flexor profundo de los dedos (porción radial)

#### Ramo muscular tenar (R.tenar)
- Músculo abductor corto del pulgar
- Músculo flexor corto del pulgar (cabeza superficial)
- Músculo oponente del pulgar

#### Ramas musculares (de los nervios digitales palmares comunes)
- Músculos lumbricales

### Ramos sensitivos[2]

#### Ramos articulares
- Cápsula articular de las articulaciones del codo y de la muñeca